# Henrik Prip
Henrik Prip, född 31 mars 1960 i Hellerup, Danmark, är en dansk skådespelare.
Henrik Prip har bland annat medverkat i den danska julkalendern Absalons hemlighet där han spelade karaktären Niels och i filmen Direktören för det hele där han spelade karaktären Nalle.

## Filmografi
- 2006 – Direktören för det hele
- 2006 – Absalons hemlighet (TV-serie)
- 2025 – Reservatet (TV-serie)